# عبد السلام كرمان
عبد السلام خالد كرمان ( - و 6 يوليو 2016)، هو سياسي ووزير يمني سابق، من مواليد محافظة تعز، درس القانون في العراق وشغل العديد من المناصب الرفيعة، وهو والد الناشطة السياسية توكل كرمان الحائزة على جائزة نوبل للسلام.

## حياته السياسية
يعتبر عبدالسلام كرمان أحد أقدم مؤسسي الحركة الاسلامية اليمنية المعاصرة في الستينات وأحد مؤسسي حزب المؤتمر الشعبي العام في اليمن بداية ثمانينيات القرن الماضي. وقد شغل العديد من المناصب السياسية والقانونية الرفيعة، منها عضو اللجنة الدستورية لإعادة وحدة شطري اليمن منذ عام 1972 ثم عضو لجنة الحوار بين شطري اليمن (اليمن الشمالي واليمن الجنوبي) عام 1980 قبل تحقيق الوحدة اليمنية في 22 مايو 1990 وقاضي في المحكمة العليا وشغل منصب وزير الشؤون القانونية وشؤون مجلس النواب في حكومة الائتلاف (حكومة العطاس الثانية) خلال الفترة 1993-1994، ثم عضو المجلس الاستشاري (1997-2001) وعضو في مجلس الشورى من 2001 حتى وفاته في 2016. كما شغل منصب عضو وأمين عام أول مجلس للشورى خلال الفترة 1971-1975 ورئيس لجنة تقنين أحكام الشريعة الاسلامية في المجلس.

## وفاته
توفي يوم الأربعاء 6 يوليو 2016، عن عمر ناهز 77 عاماً في إحدى المستشفيات بالولايات المتحدة الأمريكية بعد رحلة معاناة طويلة مع المرض.